# Nøragergård
Nøragergaard er en gammel hovedgård, som nævnes første gang i 1404. Gården ligger i Nørager, Durup Sogn, Gislum Herred, Rebild Kommune, Region Nordjylland.
Hovedbygningen er opført i 1608 og ombygget i 1780. Hovedbygningen og den ene sidefløj blev nedrevet ca. 1820. Omegnens ældre gårde blev derefter bygget af rester fra Nøragergaards gamle hovedbygning. 
Resten af gården nedbrændte 12. september 2005, men gården er genopført i samme stil. Genopførelsen startede i august 2009 og blev afsluttet primo 2011.
Parken og den omliggende skov er på 12,15 hektar.

## Ejere
- (1404-1536) Viborg Bispestol
- (1536-1542) Kronen
- (1542-1547) Jakob Jude
- (1547-1549) Jens Mogensen Harbou
- (1549-1551) Kirstine Juel gift Harbou
- (1551) Kronen
- (1551-1568) Hans Stygge
- (1568-1590) Niels Hansen Stygge
- (1590-1604) Mourids Nielsen Stygge
- (1604-1612) Claus Maltesen Sehested
- (1612-1620) Anne Nielsdatter Lykke gift Sehested
- (1620-1640) Hannibal Clausen Sehested
- (1640-1657) Mogens Clausen Sehested
- (1657-1690) Sophie Mogensdatter Sehested / Margrethe Mogensdatter Sehested
- (1690-1705) Axel Mogensen Sehested
- (1705-1713) Adam Ernst von Pentz
- (1713-1723) Niels Arctander
- (1723-1724) Slægten Arctander
- (1724-1730) Iver Nicolai Sehested
- (1730-1749) Edvard Londeman greve Rosencrone
- (1749-1774) Hans Christoffer Londemann Edvardsen greve Rosencrone
- (1774-1800) Marcus Gerhard Londemann Edvardsen greve Rosencrone
- (1800-1801) Christian Tolstrup / Johan Conrad Schuchardt
- (1801-1807) Johan Conrad Schuchardt

### Gården delt i Overgaard og Nedergaard (1807-1816)
Johan Conrad Schuchardt delte Nøragergaard i to dele. Hovedbygningerne og avlsgården fik betegnelsen "Overgaarden". De øvrige bygninger fik betegnelsen "Nedergaarden". Da Jens Bisgaard, efter at have ejet Nedergaarden i hele perioden, købte Overgaarden i 1816 – blev gården atter samlet igen.

#### Ejere af Nedergaarden
- (1807-1816) Jens Bisgaard

#### Ejere af Overgaarden
- (1807-1816) Forskellige Ejere

### Samling af gården (1816)
- (1816-1839) Jens Bisgaard
- (1839-1872) Frederik Bisgaard
- (1872-1875) R. Bisgaard
- (1875-1888) Th. N. Hjorth
- (1888-1912) Johan Henrik Ahnfeldt Kjeldsen

### Avlsgården solgt fra i 1912

#### Ejere af Hovedbygningen med skov og park
- (1912-1927) Johan Henrik Ahnfeldt Kjeldsen
- (1927-1939) Johanne Holst gift Kjeldsen
- (1939-1975) Erik Andreas Carl Kinch
- (1975-1980) Caroline Kjeldsen gift Kinch
- (1980-1983) Boet efter Caroline Kjeldsen gift Kinch
- (1983-1990) Erik Palvig og Carsten Palvig
- (1990-) Carsten Palvig

#### Ejere af Avlsgården
- (1912-1940) S. S. Borresen
- (1940-1970) Forskellige Ejere
- (1970-) Nørager Kommune (nu Rebild Kommune) til brug som kommunal materielgård